# My Early Life

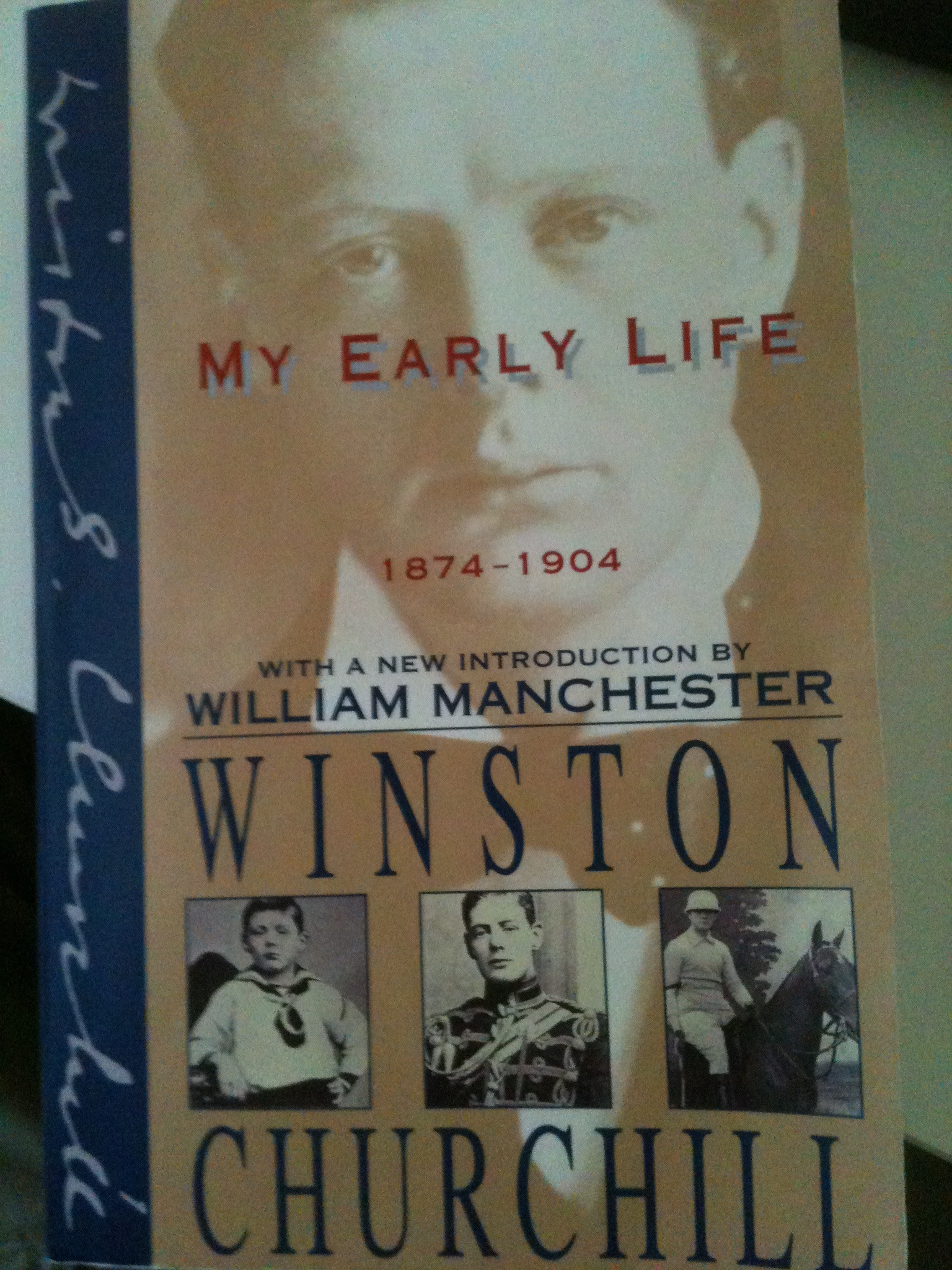
My Early Life

My Early Life: A Roving Commission est une autobiographie écrite par Winston Churchill et publiée en 1930, couvrant la période de sa naissance en 1874 jusqu'aux environs de l'année 1902. 
Dans ce livre, il raconte son enfance privilégiée ("J'étais si heureux dans ma nursery avec mes jouets"), l'amour que lui apportait Mrs. Everest, sa nounou, qu'il appelle sa meilleure amie et sa tristesse quand elle mourût, en 1895, alors que sa mère le délaissait, ses échecs scolaires à Harrow, avec beaucoup d'humour, ses affrontements avec son père, Lord Randolph Churchill, qui le méprisait, alors qu'il l'admirait et aurait aimé être proche de lui. 
Il raconte la chance qu'il a eu d'apprendre à écrire l'anglais avec d'excellents professeurs particuliers qui lui donneront le goût de l'écriture.  
Dans le corps du texte, il rappelle qu'il compléta son instruction par la lecture de classiques latins, grecs (Aristote, Platon),  français (Pascal, Saint-Simon) et  anglais (Adam Smith). Il reprend plusieurs écrits déjà publiés sur la guerre du Soudan (1896), sur ses affrontements avec les Pachtounes dans le nord-ouest de l'Inde (1897), où il faillit être tué et sur ses aventures durant la Guerre des Boers, en Afrique du Sud, où il fut capturé avant de s'évader, sa tête mise à prix, qui le rendirent célèbre.
Le livre mentionne également une observation de l'ambassadeur de France en Grande-Bretagne entre 1900 et 1920, Paul Cambon, à savoir que pendant cette période il y avait eu une révolution silencieuse qui avait complètement remplacé la classe dirigeante britannique 
Le livre se termine par son mariage avec sa femme, Clementine Hozier ( «Je me suis marié en 1908 et depuis lors j'ai vécu merveilleusement et heureux» ).
Churchill écrivit ce livre en 1930, après sa défaite aux élections de 1929, au cours desquelles il perdit son siège au Parlement. Il a été traduit en français en 1937 sous le titre Mes Aventures de Jeunesse et en 12 autres langues.

## Adaptation cinématographique
Il est adapté au cinéma par Richard Attenborough, sous le titre Les Griffes du lion (Young Winston).